# South Tacoma (Ferrocarril Regional Sounder)
South Tacoma es una estación en la Línea South del Ferrocarril Regional Sounder, administrada por Sound Transit. La estación se encuentra localizada en 5650 S Washington St en Tacoma, Washington. La estación de South Tacoma fue inaugurada en 2000.

## Descripción
La estación South Tacoma cuenta con 1 plataforma lateral.

## Conexiones
La estación es abastecida por las siguientes conexiones: 
- ST Express